# Ђеорочел (Долж)
Ђеорочел (рум. Georocel) насеље је у Румунији у округу Долж у општини Добрешти. Oпштина се налази на надморској висини од 98 m.

## Становништво
Према подацима из 2002. године у насељу је живело 373 становника, од којих су сви румунске националности.